# Туксбада I
Туксбада (Ток-Испада, Турксабас; 674 или 681 — 724) — худат (правитель) в Бухарском государстве в 674/681—724 годах. В арабских источниках известен как Тогшада (Тугшада, Тагшада).

## Жизнеописание
Происходил из династии бухархудатов. Сын Бидуна, властителя Бухарского государства, и Берхан или Хутак-хатун, которая возможно, была дочерью или другой родственницей согдийского ишхида Шишпира. После гибели отца в 674 или 681 году (первая дата вероятнее) Туксбада стал обладателем Бухары, но из-за малого возраста власть забрала мать. В это время началась борьба с арабскими захватчиками. В 690-х годах регентша совместно с Тукаспадаком, ихшидом Согда, и Алту-Чором, ихшидом Ферганы, выступила в поддержку присырдарьинских городов, восставших против власти Кангарского племенного союза.
В 705 году взял в свои руки власть. В это время возобновляется борьба с арабами. В то же время Бухарское государство уменьшилось до окраин Бухары, поскольку ведущие города, в частности Пайкенд и Варданзи, фактически стали независимыми. В 706 году между ними началась борьба. На помощь Туксбаду пришли тюргешский каган Ушлик и согдийский ихшид Тархун. Однако в течение 707—708 годов арабский вали Кутейба ибн Муслим покорил города Бухарского оазиса, а в 709 году захватил Бухару. Туксбада должен был признать власть Омейядского халифата, обязался уплатить дань в 200 тыс. дирхемов и позволить разместиться арабскому отряду в Бухаре.
В 712/713 году в Бухаре была возведена первая мечеть в цитадели города, а Кутейба объявил о денежном вознаграждении каждому бухарцу, кто обратится в ислам. Но Туксбада остался верен зороастризму, чему последовало большинство населения.
В 718 году совместно с Уграком, ихшидом Согда и Тишем, худатом Чаганиана, отправил посольство к танскому императору Сюань-цзуну с просьбой помочь против арабов, но без определённости в спешке.
В начале 720-х годов вступил в союз с тюргешским каганом Сулук-Чором, но умер в 724 году. Ему наследовал старший сын Туксбада II.